# Estradiolo
L'estradiolo è un estrogeno prodotto dalle ovaie. In ambito farmacologico viene utilizzato contro i sintomi della menopausa.

## Descrizione
L'estradiòlo (così chiamato in quanto dotato di due gruppi alcolici -OH) è un ormone steroideo, e come gli altri ormoni steroidei deriva da una serie di reazioni che modificano il colesterolo. Viene prodotto dalle ovaie, e specificamente dalla collaborazione delle cellule della granulosa e della teca interna del follicolo ovarico in maturazione.
Le cellule della teca interna, infatti, esprimono il recettore dell'LH, e sotto stimolazione di tale gonadotropina ipofisaria sintetizzano (analogamente alle cellule del Leydig del testicolo, delle quali condividono l'origine embriologica) ormoni androgeni. Parte di tali androgeni sono rilasciati in circolo, contribuendo per il 30% alla produzione di androgeni nella femmina (il resto è prodotto, in forma di deidroepiandrosterone, dalla porzione reticolare della ghiandola surrenale). Gran parte di essi viene invece captato dalle cellule della granulosa del follicolo ovarico e vengono convertiti in estradiolo da uno specifico enzima, l'aromatasi.
L'estradiolo, tuttavia, non è un ormone unicamente femminile: anche le cellule del Sertoli del tubulo seminifero del testicolo e molte cellule periferiche possiedono aromatasi in grado di convertire il testosterone prodotto dalle cellule del Leydig del testicolo in estradiolo (ad esempio, il cervello).
L'estradiolo rilasciato in circolo si trova prevalentemente in forma legata a una specifica globulina legante gli ormoni sessuali o SHBG, oppure all'albumina, e agisce sulle cellule target tramite un recettore intracellulare (non ha problemi, infatti, ad attraversare la membrana essendo altamente lipofilo) che traslocato nel nucleo agisce quale modulatore dell'espressione genica, aumentando o diminuendo la sintesi di proteine che determinano l'effetto biologico dell'ormone.
Alcuni tra gli effetti biologici dell'ormone sono:
- produce, a partire dalla pubertà, e mantiene i caratteri sessuali secondari femminili;
- agisce sull'endometrio stimolandone la proliferazione e la rigenerazione a seguito della desquamazione precedente (mestruazione), determinando proliferazione delle cellule colonnari, rigenerazione delle ghiandole uterine, dilatazione delle arterie elicine con conseguente edema dell'endometrio;
- stimola, sia nella pubertà sia in gravidanza, la crescita della ghiandola mammaria, in quanto produce allungamento e ramificazione dei dotti escretori delle ghiandole o dotti galattofori; tuttavia, similmente al progesterone, inibisce la secrezione di latte prima del parto inibendo gli enzimi della galattogenesi. La secrezione post-partum di latte è infatti dovuta non solo agli alti livelli di prolattina ma anche al crollo dei valori di estradiolo e quindi alla cessazione di tale inibizione;
- regola a feedback negativo la propria secrezione in quanto, se presente in elevate concentrazioni, diminuisce la secrezione adenoipofisaria di gonadotropine e ipotalamica di GnRH;
- ha un'azione anabolizzante, in quanto potenzia la sintesi e secrezione del GH o ormone della crescita e contribuisce in tal modo alla crescita corporea post-natale;
- è un fattore protettivo per il tessuto osseo: stimola gli osteoblasti a produrre OPG (osteoprotegerina), che compete con RANK nel legare RANK-l, citochina di fondamentale nel rimodellamento osseo, TGF-beta che stimola invece l'osteogenesi, e la BMP (Bone morphogenetic protein);
- aumenta la sintesi epatica di TBG, globulina legante gli ormoni tiroidei, inducendo in tal modo un aumento complessivo della concentrazione plasmatica dell'ormone tiroideo stesso.

La secrezione di estradiolo è prevalente nella prima fase del ciclo ovarico, cioè la fase follicolare. La degenerazione del corpo luteo al termine del precedente ciclo provoca un crollo dei valori di progesterone ed estradiolo. Questo stimola a feedback la secrezione ipofisaria di FSH, che recluta nuovi follicoli primordiali per iniziare la maturazione per un nuovo ciclo ovarico. I follicoli secondari rispondono all'FSH producendo (come visto sopra) estradiolo; si ha perciò un incremento dell'estradiolo che inibisce a feedback il rilascio di FSH, che cala inducendo atresia, cioè degenerazione, di tutti i follicoli precedentemente in maturazione. Sopravvive solo un follicolo dominante, poiché esprirme il massimo numero di recettori dell'FSH, e si ingrandisce notevolmente diventando follicolo terziario o follicolo pre-ovulatorio o follicolo di Graaf. Questo produce grosse quantità di estradiolo.

## Indicazioni
Il principio attivo viene utilizzato come prevenzione contro i sintomi genitourinari, causati dalla mancanza di estrogeni nel corpo e nella profilassi dell'osteoporosi.

## Rischi
Esistono rischi per la donna che assume tali farmaci di manifestazioni pericolose come il carcinoma mammario e la tromboembolia venosa.

## Controindicazioni
Da evitare in caso di gravidanza e allattamento.

## Effetti indesiderati
Vomito, cefalea, depressione, pancreatite, vertigini, nausea, diarrea, alterazioni della libido. Da notare che per le terapie lunghe una volta che termina la somministrazione può comportare sanguinamento.

## Dosaggi
Per via orale:
- Prevenzione sintomi della menopausa (in donne con ovariectomia bilaterale), 1–2 mg al giorno, da notare che la terapia deve iniziare il quinto giorno del ciclo mestruale se esso sia presente.
- Profilassi osteoporosi 2 mg al giorno.

Per via transdermica
- Prevenzione sintomi della menopausa (in donne con presenza di una o due ovaie), uso di 1 cerotto (dose 50 µg) ogni 3-4 giorni.